# (464006) 2014 WW77
(464006) 2014 WW77 es un asteroide perteneciente al cinturón de asteroides, descubierto el 27 de agosto de 1995 por el equipo Spacewatch desde el Observatorio Nacional de Kitt Peak (Arizona, Estados Unidos).